# Nonilfenolo
Il nonilfenolo è un composto organico appartenente alla famiglia degli alchilfenoli. Viene utilizzato industrialmente per la produzione di tensioattivi tramite etossilazione.
Tra i vari isomeri, quello più prodotto e diffuso in ambiente è il 4-nonilfenolo (4-NP, formula molecolare: C15H24O); poiché le sue caratteristiche chimico – fisiche non sono significativamente diverse da quelle degli altri isomeri.
Il nonilfenolo è considerato un interferente endocrino a causa della debole capacità di mimare gli effetti degli estrogeni e, a sua volta, rompere l'equilibrio naturale degli ormoni negli organismi colpiti. L'effetto è debole perché il nonilfenolo e composti isomeri, imitano parzialmente la struttura molecolare dell'estradiolo, ma i livelli di nonilfenolo possono essere sufficientemente alti da compensare questa limitazione.